# あずまや (ワルツ)
『あずまや』（ドイツ語: Gartenlaube）作品461は、ヨハン・シュトラウス2世が作曲したウィンナ・ワルツ。

## 楽曲解説
ドイツ帝国領ライプツィヒで刊行されていた絵入り家庭向け雑誌『あずまや』の読者に献呈されたワルツで、まず雑誌の特別付録として日の目を見た。
1895年1月6日の夕べ、ウィーン楽友協会において作曲者自身の指揮で初演された。初演当日、ヨハネス・ブラームス、リヒャルト・ホイベルガー、カール・ゴルトマルクの三人が夕食後にこの初演を見るために楽友協会に足を運び、「芸術監督用ボックス席」で鑑賞したとの逸話がある。ブラームス曰く、
| 「 | いかにもシュトラウスらしいワルツ、でもそれ以上の特徴はないな。オーケストラは見事で、大いに楽しめた。 | 」 |

初演は大成功であり、熱烈なアンコールの声が上がった。同年5月30日にイギリスのバッキンガム宮殿で催されたヴィクトリア女王のための演奏会でも、『Garden-Bower Waltz』として披露された。しかし、ブラームスが評したようにシュトラウスの他作品よりも優れている点は特になく、やがて有名な「10大ワルツ」などの陰に埋没してしまった。